# Loretta de Braose
Loretta de Braose, contessa di Leicester (1185 circa – 4 marzo 1266 o 1267), è stata una nobile britannica, una delle cinque figlie e quattro figli sopravvissuti fino all'età adulta di Guglielmo de Braose, IV signore di Bramber e di sua moglie, Maud St. Valery.

## Biografia
Sposò Robert de Beaumont, IV conte di Leicester noto come "fitz Parnel" (morto nel 1204), figlio ed erede di Robert de Beaumont, III conte di Leicester e Petronilla de Grandmesnil, nel 1196 o poco dopo. Per molta parte del loro breve matrimonio Robert si trovò sul Continente a combattere per re Giovanni d'Inghilterra. La coppia non ebbe figli, o quantomeno nessuno sopravvisse al conte, le cui eredi furono le sorelle.
Vedova, Loretta aveva diritto a una somma di 100 sterline in terreni, e al possesso delle proprietà che aveva portato in dote col matrimonio. Le circostanze politiche, gli aspri combattimenti in corso sulle Marche gallesi e le pretese della suocera su certe proprietà, contribuirono alla sua rovina finanziaria, tanto da costringerla nel 1207 a chiedere un prestito di 100 marchi alla Corona.
Guglielmo de Braose era stato fra i più intimi consiglieri del re, ma poco dopo che Loretta rimase vedova, suo padre rapidamente uscì dalle grazie del sovrano e lo sfavore divenne vendetta contro l'intera famiglia: re Giovanni mosse le truppe contro Guglielmo, sua moglie Maud, e il loro genero Walter de Lacy in Irlanda. Maud e il figlio maggiore, William, furono catturati e imprigionati nel Castello di Windsor. Al fallimento dei negoziati, il re dichiarò fuorilegge Guglielmo de Braose. A Re Giovanni giunsero voci di un complotto per deporlo e offrire il trono a Simone IV di Montfort, nipote di Loretta per matrimonio e famoso combattente dell'eresia catara nel sud della Francia; Giovanni reagì confiscando possedimenti e imprigionando i sospetti e le loro famiglie negli anni 1209-1211.
Loretta andò in esilio con altri membri della famiglia, compreso il fratello Giles de Braose, vescovo di Hereford. La madre e il fratello maggiore morirono di stenti a Corfe Castle; la sorella Annora fu tenuta prigioniera sino al 1214; lo zio materno e quattro giovani nipoti furono anch'essi imprigionati per anni. Le terre di Loretta furono confiscate.
Loretta fece ritorno in Inghilterra tra il 1211 e il dicembre 1214. Le sue proprietà le vennero restituite, e rimasero in sua mano per alcuni anni. Nel 1221 si ritirò in eremitaggio ad Hackington, poco a nord di Canterbury, nel Kent. L'arcivescovo Stephen Langton approvò le condizioni del suo ritiro, e Loretta così visse sino alla morte sopraggiunta il 4 marzo del 1266 o 1267.
Nonostante il suo stato di reclusa, Loretta sostenne la diffusione in Inghilterra del nuovo Ordine francescano, tramite la sua rete di contatti con influenti personaggi.